# 陈威 (足球运动员)
陈威（1998年2月14日—），江西省上饶市人，出生于江西省景德镇市，中国足球运动员。现效力上海海港，司职守门员。作为中国国家少年足球队主力门将，他参加了2012年亞足聯U-16錦標賽。中华人民共和国第十三届全国运动会上，他以主力门将身份帮助上海U20男足夺冠。在2019年土伦杯的赛事中，当选了赛事最佳门将。

## 俱乐部生涯
陈威出生于江西省景德镇市，父母都是江西省上饶市人。他从小在景德镇生活。景德镇当地的青训教练雷希隆发现了他的足球天赋，他的足球生涯由此开始。在景德镇练球的四年里，他练的位置并不是门将，而是前锋。据雷希隆回忆，当时陈威摆脱打门的技术出色，人称“陈一脚”。2009年，陈威赴根宝足球基地试训。虽然试训前锋没有成功，但是基地教练认为他将来的身高会超过1.90米，身体素质不错，让他改练门将。
2014年底，上海东亚足球俱乐部被上港集团收购，陈威随梯队并入上海上港。2017年，陈威首次进入上海上港一队名单，报名参加中超联赛和亚洲冠军联赛。这年的全运会上，他作为上海U20男足的门将，帮助球队夺得全运男足比赛冠军。从全运会小组赛第二轮至决赛，陈威一球未失。9月27日，亚冠联赛半决赛首回合上海上港主场面对日本球队浦和红钻，主力门将颜骏凌停赛，主教练博阿斯没有选择资历更老的门将孙乐，而是决定派陈威首发出场。此前陈威并没有代表上海上港参加过正式比赛。这场比赛上海上港主场1比1战平对手。赛后，博阿斯解释说选择陈威而非孙乐，是因为陈威刚刚参加了全运会的比赛，还处于比赛状态中。

## 国家队生涯
2012年5月，陈威入选宿茂臻率领的中国国家少年足球队，备战2012年亞足聯U-16錦標賽。当时这支队伍已经组建两年，陈威进队虽晚，却成了球队的主力门将。这届赛事要求球员出生不早于1996年，中国国少队23人名单中只有7人生于1996年，另有15人生于1997年，生于1998年的陈威是全队年龄最小的球员。首战叙利亚，陈威首发登场，这使得他成为了首位代表国家队在洲级大赛出场的江西籍足球运动员。小组赛的三场比赛，陈威都是首发门将。中国国少队三战皆平，小组赛出局。
2016年1月，李明将陈威选入中国国家青年足球队30人集训名单，备战2016年亞足聯U-19錦標賽外圍賽。不过陈威没有入选这届亚青赛预选赛和正赛的参赛名单。

## 荣誉
- 全运会足球比赛冠军：2017[1]

2019年土伦杯最佳门将